# Distrito de Horsham
Horsham es un distrito no metropolitano del condado de Sussex Occidental (Inglaterra). Tiene una superficie de 530,26 km². Según el censo de 2001, Horsham estaba habitado por 122 088 personas y su densidad de población era de 230,24 hab/km².

## Localidades
- Amberley
- Ashington
- Ashurst
- Billingshurst
- Bramber
- Broadbridge Heath
- Coldwaltham
- Colgate
- Cowfold
- Henfield
- Horsham
- Itchingfield
- Lower Beeding
- North Horsham
- Nuthurst
- Parham
- Pulborough
- Rudgwick
- Rusper
- Shermanbury
- Shipley
- Slinfold
- Southwater
- Steyning
- Storrington and Sullington
- Thakeham
- Upper Beeding
- Warnham
- Washington
- West Chiltington
- West Grinstead
- Wiston
- Woodmancote